# Кавказька кухня

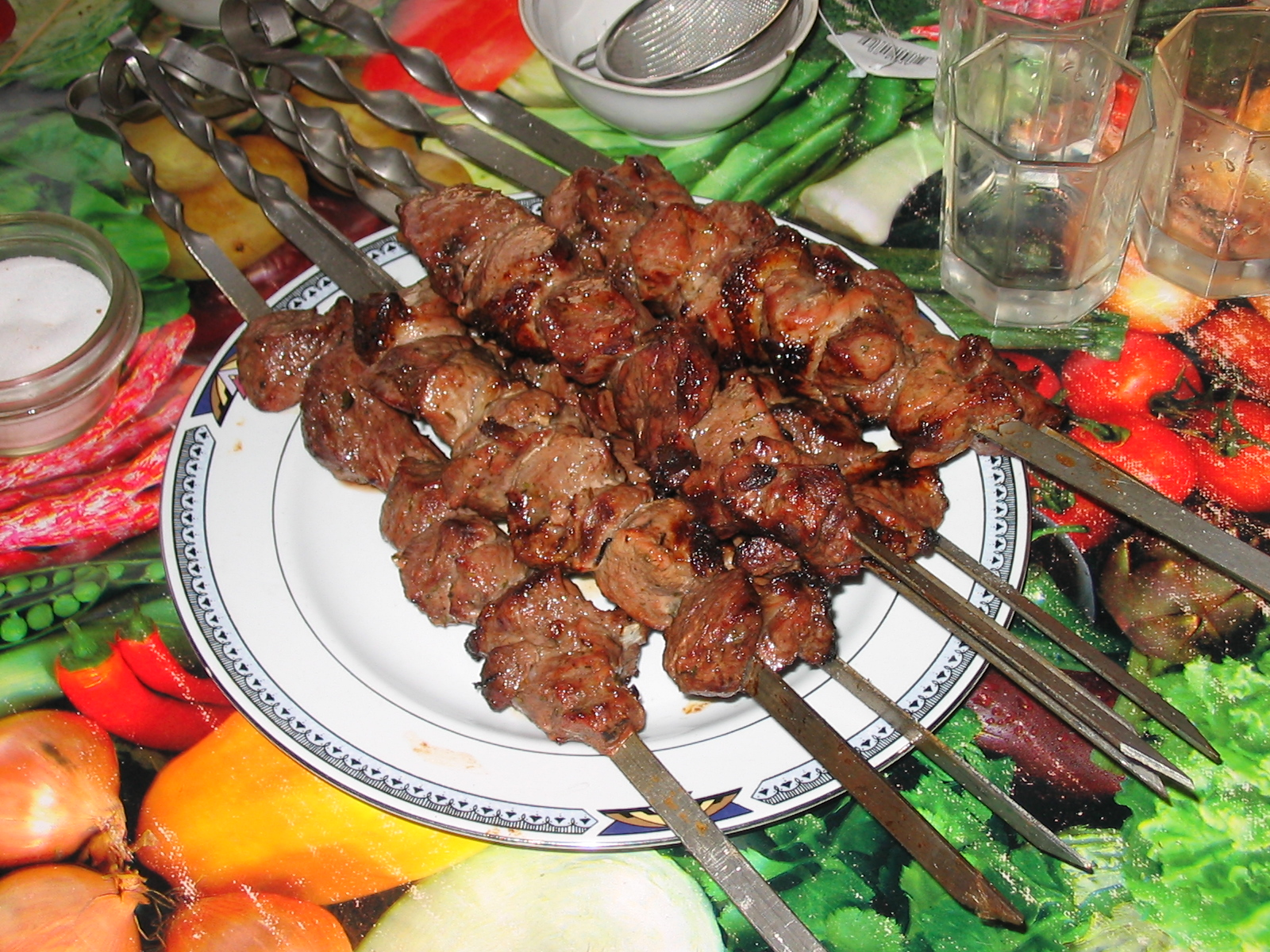
Шашлик

Кавказька кухня — сукупність страв народів Кавказу, зібрана з національних кухонь: азербайджанської, абхазької, аварської, вірменської, грузинської , лезгинської,  кабардинської, осетинської, черкеської, вайнахської (кухня чеченців та інгушів).

## Типові страви

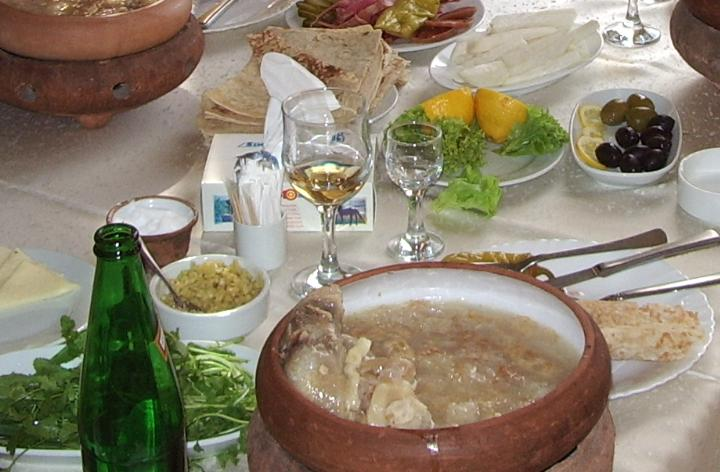
Хаш

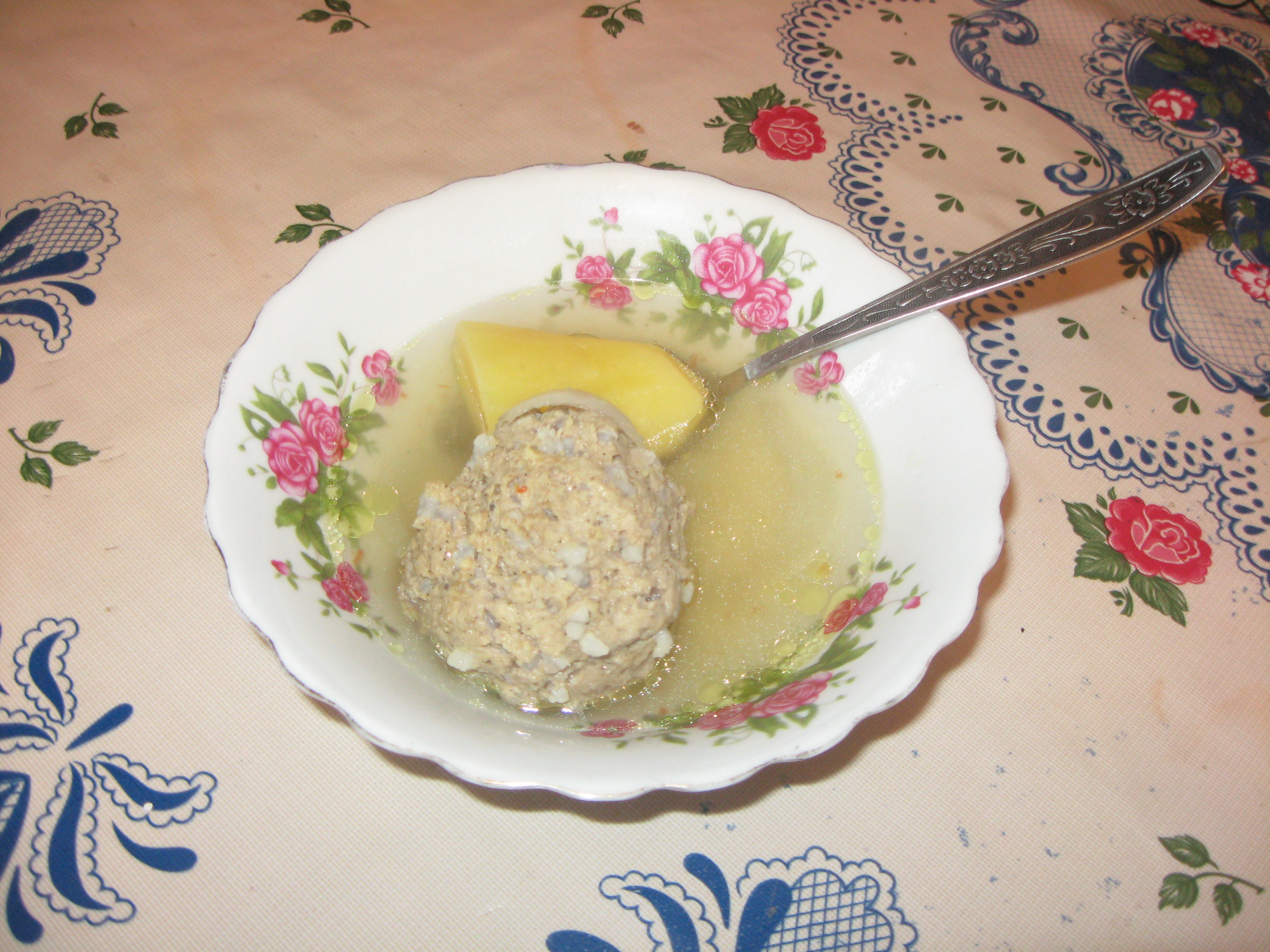
Кюфта-бозбаш

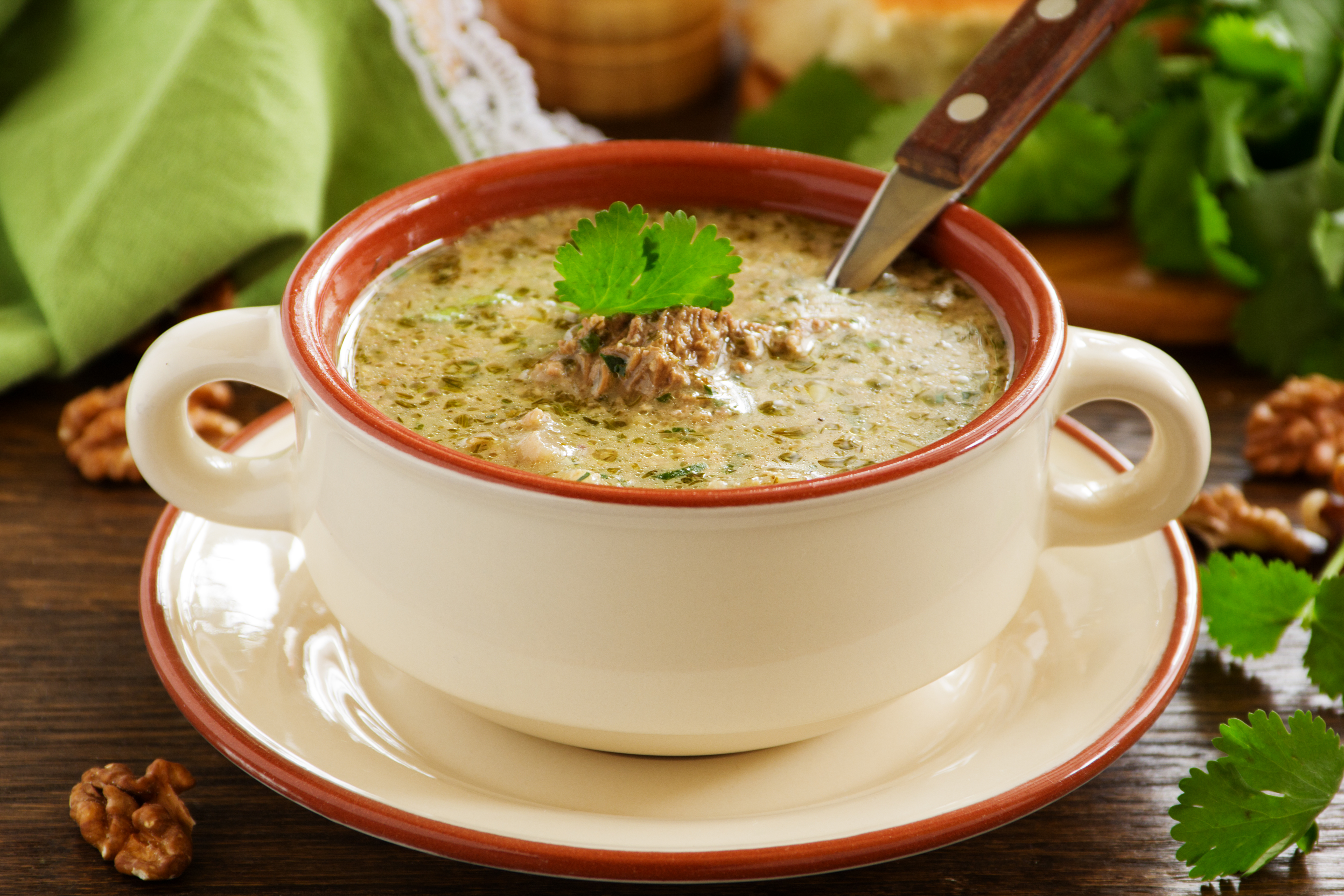
Грузинське харчо

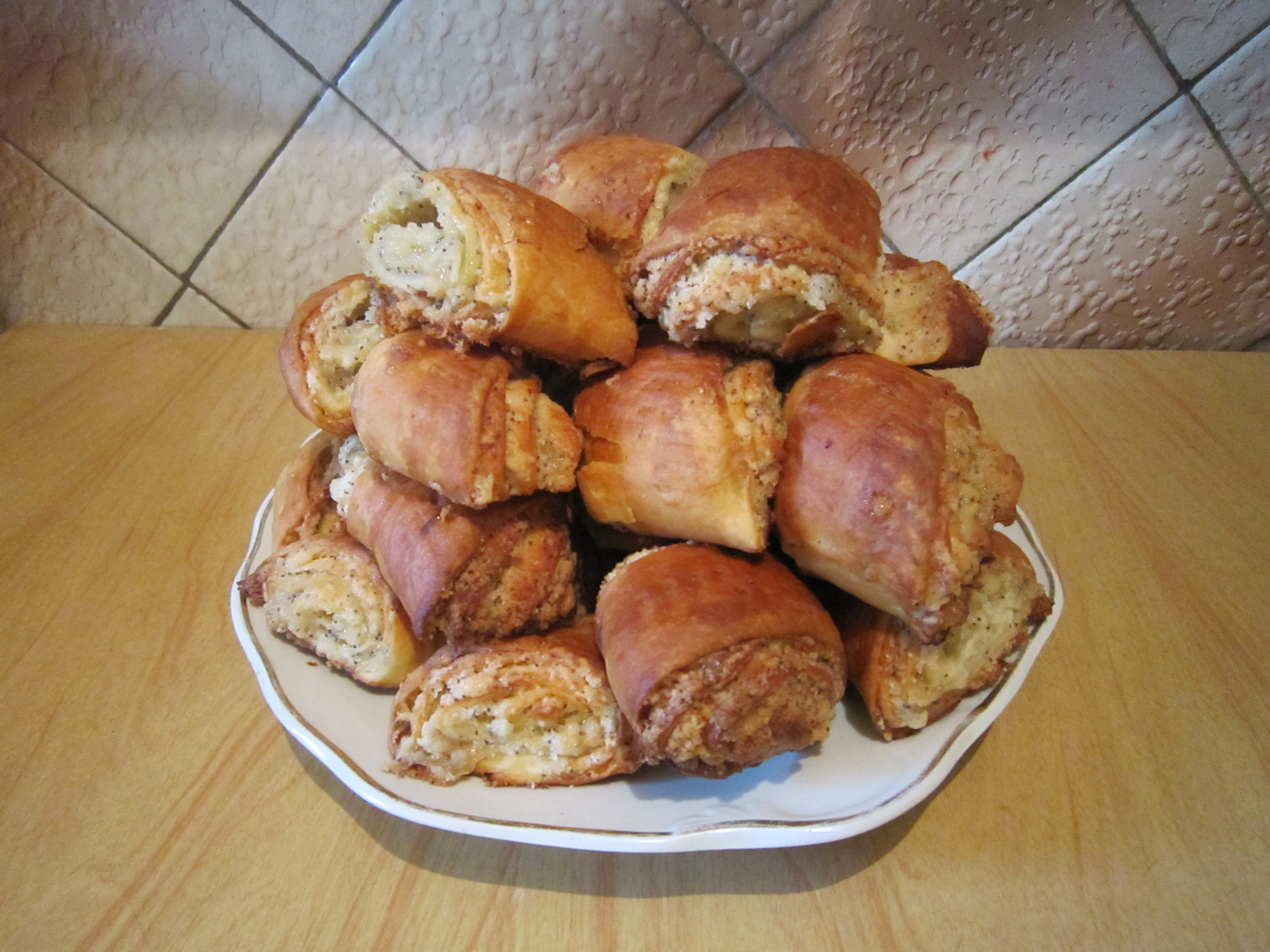
Вірменська гата

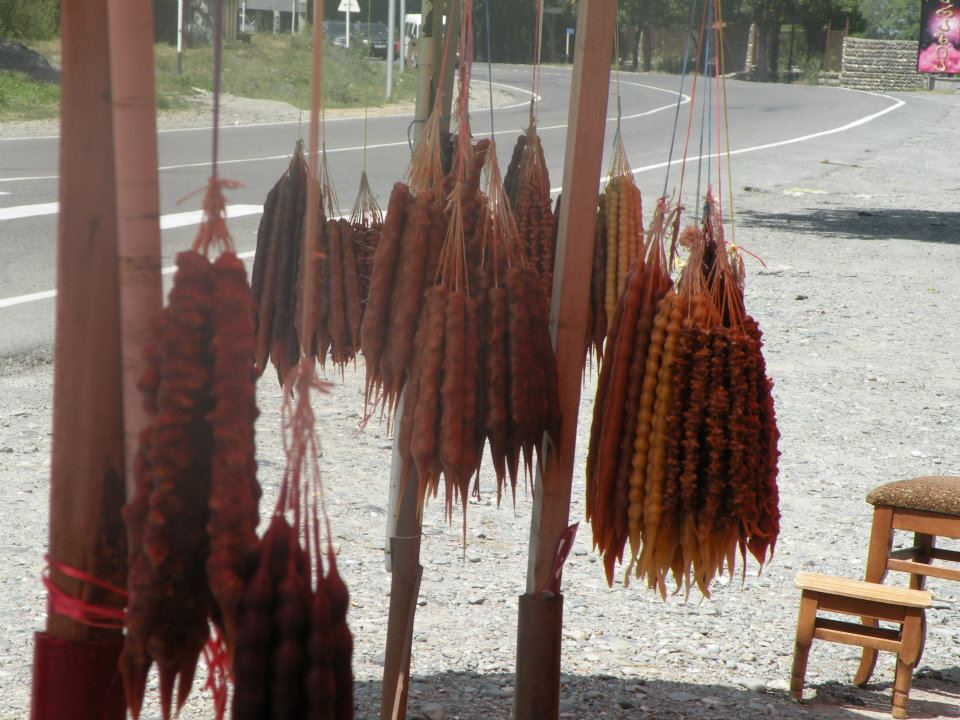
Грузинська чурчхела

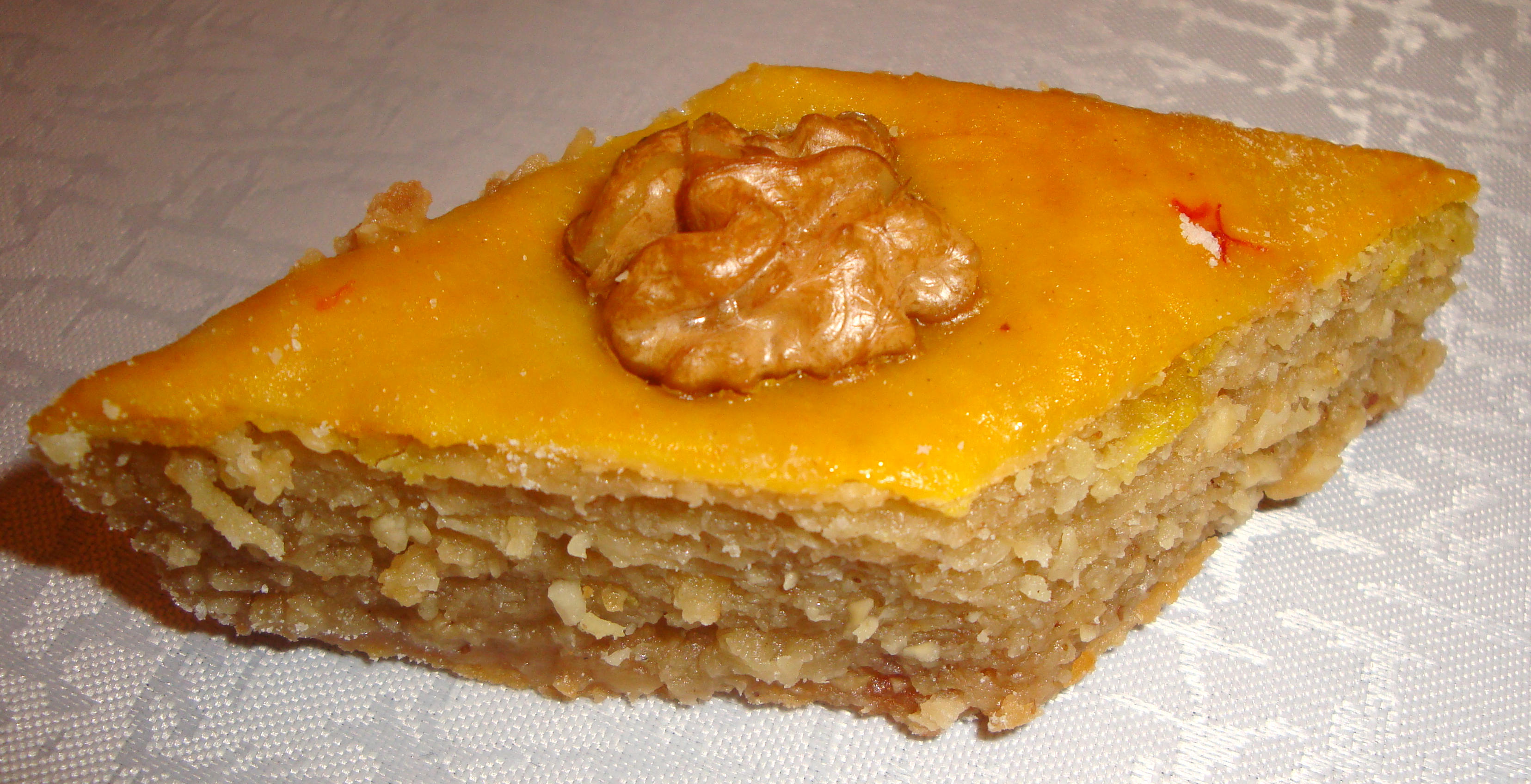
Азербайджанська пахлава

### Закуска
- Бастурма
- Долма
- Суджук
- Сири (Сулугуні, Адигейський сир, Осетинський сир)

### Супи
- Піті
- Довга
- Харчо
- Кюфта-бозбаш
- Хаш
- Шурпа

### Основні страви
- Чанахі
- Чахохбілі
- Хапама
- Кюфта
- Шашлик (Хоровац)
- Хінкалі
- Лахмаджун

### Соуси
Характерними для кавказького регіону є соуси з сливи (Ткемалі), гострого перцю з часником (Аджика), квасолі (Лобіо), волоських горіхів з кінзою (Сациві) та гранатового соку (Наршараб).

### Хлібобулочні вироби
- Лаваш
- Матнакаш
- Цурекі

### Солодощі
- Козинаки
- Пахлава
- Гата
- Чурчхела

### Напої
Алкогольні напої
- Сапераві — грузинський червоний винний сорт винограду і однойменне червоне вино.
- Ркацителі — високоцінний грузинський винний сорт винограду середнього дозрівання.
- Вірменський коньяк.
- Шовковична горілка або Тутівка
- Чача

Безалкогольні напої
- Кава по-турецьки
- Ногайський чай — Чорний чай з молоком і перцем[1].
- Тархун
- Кисломолочні напої: Тан, Айран, Кефір та Мацун.
- Шербет